# بريد بن معاوية
بُرَيد بن معاوية العِجلي، راوي وهو من أصحاب الإمام الباقر والإمام الصادق ومن فقهاء الشيعة في القرن الثاني، وهو من أصحاب الإجماع.

## روايته للحديث
روى عن: جعفر الصادق، محمد الباقر، مروان بن مسلم، محمد بن مسلم، أبو أيوب، وأبو أيوب الخزاز، وابن أذينة، وابن بكير، وابن رئاب، وأبان بن عثمان، وثعلبة بن ميمون، وجميل بن صالح، والحارث بن محمد بن النعمان صاحب الطاق، وحريز والحسين بن المختار، وحماد بن عثمان، وداود بن أبي يزيد، ودرست بن أبي منصور، وربعي بن عبد الله، وعبد الله بن حماد، وعلي بن رئاب، وعلي بن عقبة، وعمر بن أذينة، وغالب بن عثمان، والقاسم بن عروة، وهارون بن مسلم، ويحيى الحلبي.
روى عنه: أبو أيوب، وأبو سليمان الحمار، وابن أذينة، وابن رئاب، وأبان بن عثمان، وإسماعيل بن حبيب، وأيوب، وأيوب بن الحر، وثعلبة، والحارث الأحول، والحارث بن الأحول، والحارث بن محمد، والحارث بن محمد بن النعمان، والحارث بن محمد بن النعمان الأحول، وحريز، وحريز بن عبد الله، والحكم بن حبيب، وخضر الصيرفي، وربعي، وعبد الله بن المغيرة، وعلي بن رئاب، وعلي بن عقبة، وعمر بن أذينة، وعمر بن يزيد، والقاسم بن عروة، ومروان بن مسلم، وهشام بن سالم، ويونس.
الجرح والتعديل: الإمام الصادق : «بشّر المخبتين بالجنّة: بُريد بن معاوية العجلي ...» وقال: «إنّ أصحاب أبي كانوا زيناً، أحياءاً وأمواتاً، ...... وبُريد العجلي، وهؤلاء القوّامون بالقسط، وهؤلاء ﴿ السَّابِقُونَ السَّابِقُونَ * أولَئِكَ الْمُقَرَّبُونَ﴾» وقال:«أوتاد الأرض، وأعلام الدين أربعة:....وبُريد بن معاوية...» وقال: ما أجد أحداً أحيا ذكرنا وأحاديث أبي إلا .....، وبُريد بن معاوية ... ولولا هؤلاء ما كان أحد يستنبط هدى، هؤلاء حفّاظ الدين، وأُمناء أبي على حلال الله وحرامه، وهم السابقون إلينا في الدنيا وفي الآخرة الإمام الكاظم: إذا كان يوم القيامة نادى منادٍ: أين حواري محمد بن عبد الله رسول الله، الذين لم ينقضوا العهد ومضوا عليه؟ فيقوم ..... و بريد بن معاوية العجلي .... الكشي : أجمعت العصابة على تصديق هؤلاء... وبُريد ...، النجاشي: وجه من وجوه أصحابنا، وفقيه أيضا، له محل عند الأئمة ، العلامة الحلي : وهو وجه من وجوه أصحابنا، ثقة فقيه، له محلّ عند الأئمّة، عبد الله الماماقاني: ممّا لا ريب فيه أنّ المترجم في أعلى درجات الوثاقة والجلالة وكل من يترجم له وثقه.